# Tom Clancy's Ghost Recon: Island Thunder
Tom Clancy's Ghost Recon: Island Thunder é um jogo eletrônico do gênero Tiro em primeira pessoa e tiro tático. Foi lançado originalmente em 25 de setembro de 2002 como expansão para Tom Clancy's Ghost Recon e posteriormente para o console Xbox, em 6 agosto de 2003. A cada vez que um personagem sobrevive a uma missão ele ganha pontos de combate. Esses pontos são usados para melhorar as habilidades dos personagens no jogo, incluindo a força de suas armas, como sucesso, além de ser capazes de mover os inimigos sem ser visto, a sua resistência (quantos hits podem sustentar antes de morrer) e sua liderança (As estatísticas dos membros da equipe de fogo serão aumentadas sob um líder com uma classificação alta). O jogo proporciona uma experiência de combate na selva e ambienta-se em Cuba, em 2010, após a morte de Fidel Castro. Island Thunder leva a fundo o coração de Cuba com oito missões, além de cinco missões no deserto que você pode baixar através do Xbox Live. Há 12 mapas expansivos para os modos multiplayer em split-screen, system link, e Xbox Live play. O jogo recebeu avaliações positivas no site Metacritic e IGN atingindo pontuações 8 e 8.4, respectivamente.